# Schönebecker Straße 52

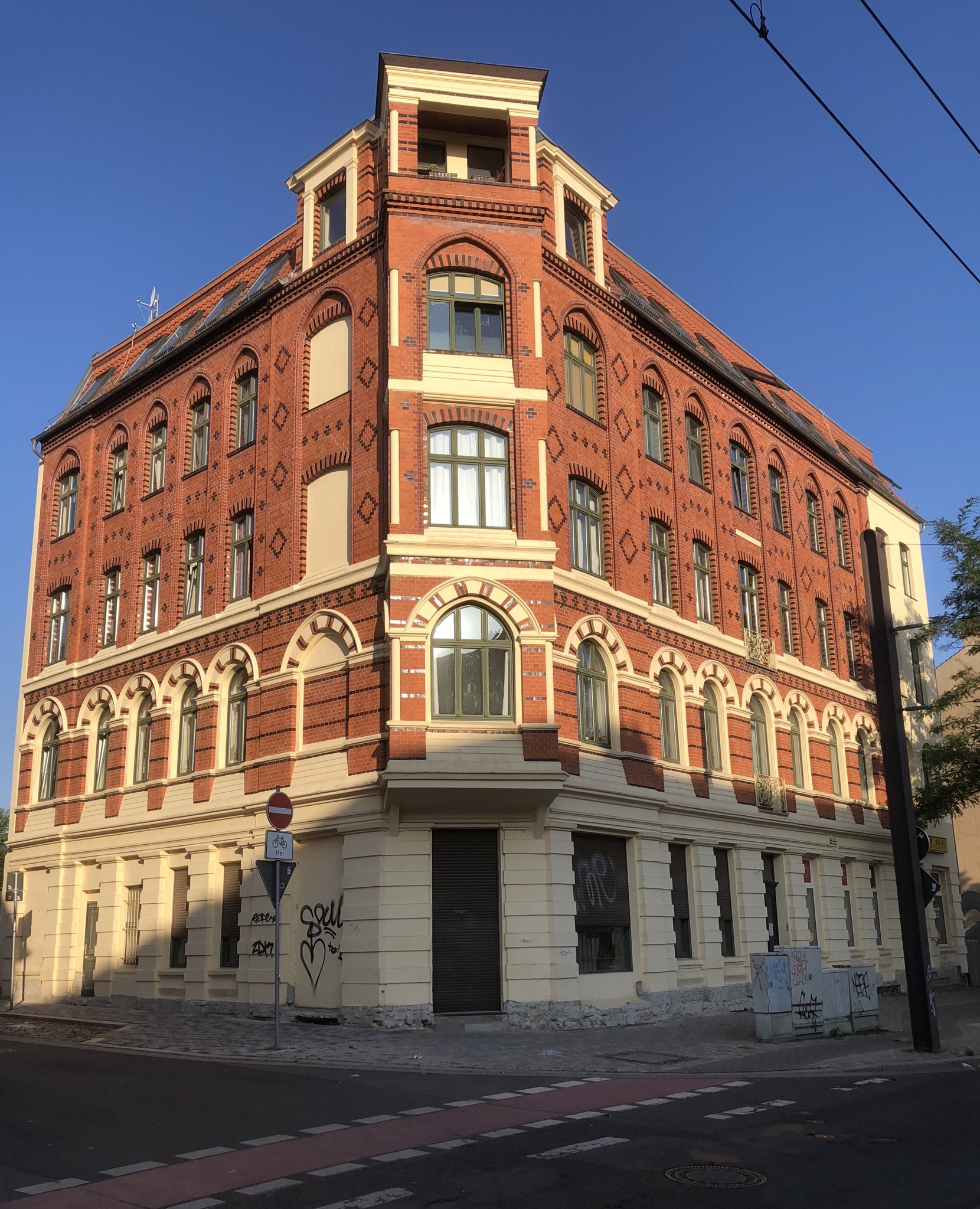
Haus Schönebecker Straße 52, 2019

Schönebecker Straße 52 ist ein denkmalgeschütztes Wohn- und Geschäftshaus in Magdeburg in Sachsen-Anhalt.

## Lage
Es befindet sich auf der Westseite der Schönebecker Straße im Magdeburger Stadtteil Buckau in einer Ecklage nördlich der Einmündung der Neuen Straße auf die Schönebecker Straße.

## Architektur und Geschichte
Der viergeschossige Ziegelbau entstand im Jahr 1890 durch den Architekten und Maurermeister St. Grochowitz. Bauherr war der Rentier Otto Modesky. Die Ecksituation wird durch einen flachen Eckrisalit betont. Vor der abgeflachten Ecke befindet sich vor den oberen Geschossen ein sich über vier Geschosse erstreckender Kastenerker. Im obersten schon auf Dachhöhe befindlichen Stock des Erkers ist er als offene Loggia ausgeführt. 
Die Ziegelfassade ist durch Bänder und Muster aus dunkel glasierten Ziegeln gegliedert. Zur Schönebecker Straße ist die Fassade neunachsig gestaltet. Die beiden Achsen am rechten Rand treten als flacher Risalit hervor, ihre ursprüngliche Fassadengestaltung ist jedoch nicht erhalten. Auch der Dachbereich präsentiert sich nicht mehr in der ursprünglichen Gestaltung. Die Fensteröffnungen im ersten Obergeschoss sind als Rundbögen mit gestreiften Stürzen ausgeführt. Im zweiten und dritten Obergeschoss bestehen flach ausgeprägte Blendarkaden, innerhalb derer die von Segmentbögen überspannten Fensteröffnungen liegen.
Im örtlichen Denkmalverzeichnis ist das Wohn- und Geschäftshaus unter der Erfassungsnummer 094 82624 als Baudenkmal verzeichnet.
Das Gebäude gilt als städtebaulich bedeutend und Beispiel für ein Mietshaus der Gründerzeit.